# Germana Paolieri
Germana Paolieri (Firenze, 29 agosto 1906 – Montecatini Terme, 8 agosto 1998) è stata un'attrice e cantante italiana.

## Biografia

### Gli esordi teatrali ed i successi cinematografici
Nasce a Firenze, figlia di un orefice che in gioventù aveva studiato da cantante lirico, frequenta un istituto tecnico e si dedica sin da piccola alla danza classica. Il suo ingresso nel mondo dello spettacolo avviene nel 1926, quando entra nella compagnia di teatro fiorentino diretta da Garibalda Niccòli. In seguito passa al teatro in lingua con la Melato, con Umberto Palmarini e, nel biennio 1929-30, con Elsa Merlini e Dora Menichelli Migliari.
Nel 1932, durante una rappresentazione al Teatro Quirino di Roma, viene notata dal regista Guido Brignone, che sta cercando un'attrice per il suo nuovo film Wally, una pellicola di ambientazione alpestre ispirata all'opera lirica di Catalani. Dopo un positivo "provino" fatto presso un fotografo di Venezia, alla Paolieri viene affidato il ruolo, nel quale le competono anche alcune parti cantate (viene doppiata dal soprano Giannina Arangi-Lombardi, ma il pubblico, ancora poco pratico delle tecniche del sonoro, resta convinto che lei sia una cantante lirica). Questo primo ruolo d'esordio rappresenta per la Paolieri un grande successo, che le fa ottenere un contratto con la Cines per altri film e che le conferisce una celebrità prima sconosciuta, avviandola verso una carriera cinematografica di rilievo. Viene curiosamente presentata come «l'attrice più alta del cinema italiano».
Diventata una delle protagoniste dello schermo più apprezzate e richieste, riduce quasi a zero le sue presenze sui palcoscenici, e torna ad un ruolo musicale con La cantante dell'Opera di Malasomma a fianco di un'altra "diva" del periodo, Isa Pola. Le successive pellicole, però, non riescono a rinnovare il successo degli esordi, in quanto si tratta in genere di film considerati «mediocri». Rientra nel teatro di rivista, e solo nel 1935 riprende un ruolo di rilievo nel cinema partecipando, a Lorenzino de' Medici, nuovamente diretta dal suo "scopritore" Brignone, che costituì l'unica presenza cinematografica italiana di Alessandro Moissi.

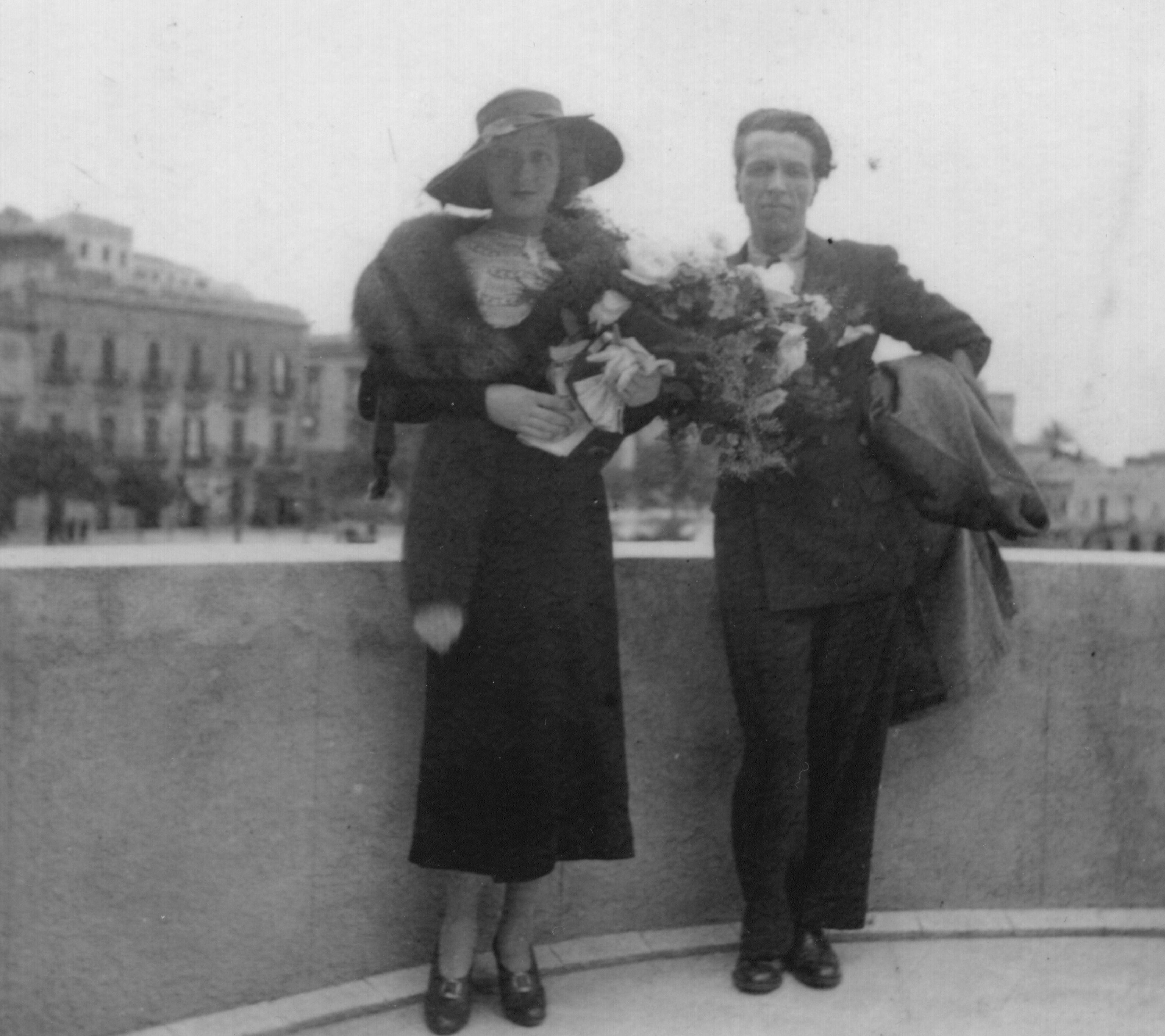
Germana Paolieri in una tournée teatrale a Sciacca nel 1934

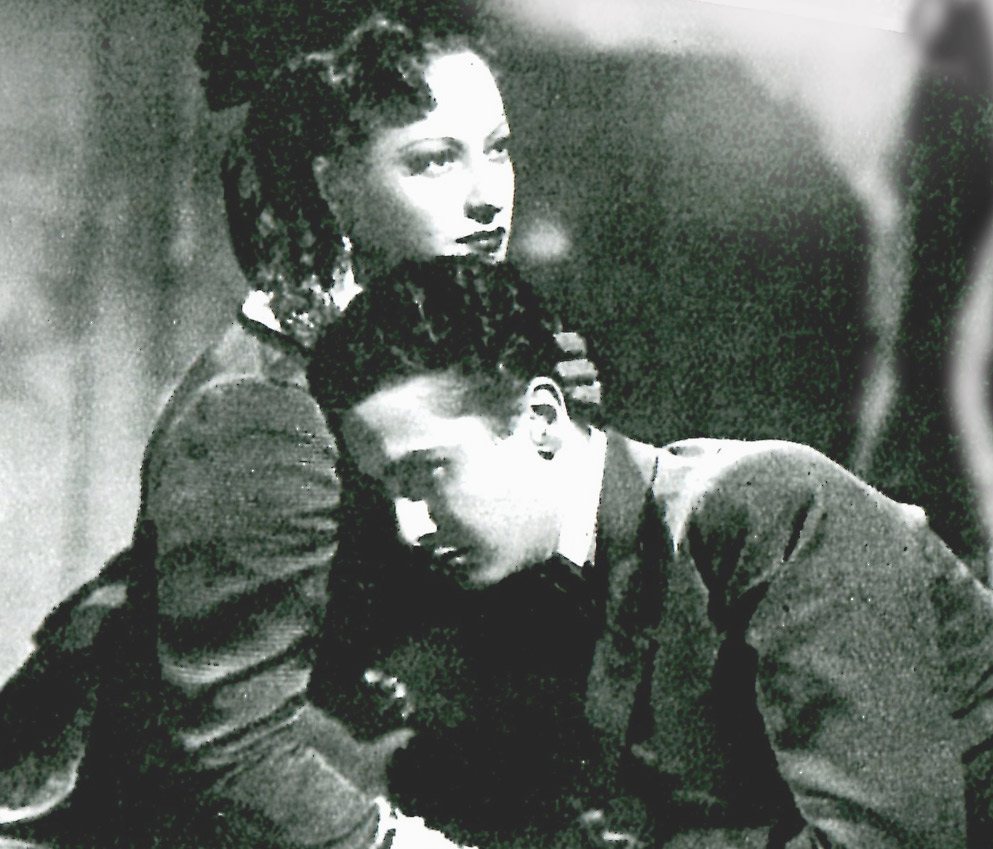
Germana Paolieri nel 1940 interprete, con Roberto Villa, de La gerla di papà Martin

Nei due anni successivi, 1936 e 1937, è ancora nel teatro, anche di rivista. Poi nel 1938, torna sugli schermi dapprima come moglie di Amedeo Nazzari, eroe del film aviatorio - propagandistico Luciano Serra pilota di Alessandrini, e poi nel ruolo di Margherita Barezzi, la prima e sfortunata moglie del compositore, nel Giuseppe Verdi, una delle tante biografie filmiche del musicista di Busseto, realizzata - nonostante qualche disapprovazione del regime - dallo specialista Gallone ed interpretato a fianco di Fosco Giachetti. Entrambi questi film diventano i campioni di incasso del periodo.
Parallelamente alla sua carriera di attrice, la Paolieri si dedica anche all'attività di cantante, incidendo diverse canzoni tra il 1933 ed il 1935, alcune delle quali in coppia con Enrico Marroni, talvolta tratte dai film da lei interpretati.
Nel 1940 è nel cast di una delle tante versioni di Kean, ancora con Brignone alla regia ed affiancata da Rossano Brazzi e poi interpreta un ruolo di donna volgare, caso quasi unico in una carriera caratterizzata sempre da ruoli eleganti, in È sbarcato un marinaio di Ballerini.
L'anno seguente dà vita a quella che è ritenuta la sua prova cinematografica più riuscita quando è Pia de' Tolomei per la regia di Pratelli. Nello stesso anno si parla di lei come possibile protagonista di Piccolo mondo antico, ma Soldati sceglierà poi Alida Valli. Nel 1942 lavora anche in Germania, dove figura, tra l'altro, nel cast de Il perduto amore (Immersee) di Veit Harlan.
Quando l'Italia resta divisa in due dalla guerra, lei rimane al nord, prendendo parte a Si chiude all'alba, uno dei pochi film girati al tempo della R.S.I., realizzato nel 1944 negli stabilimenti Fert di Torino, che solo a partire dall'aprile 1945 circolò, peraltro pochissimo, nelle sale. Tale pellicola, considerata a lungo come perduta come quasi tutte quelle prodotte durante il breve periodo di attività del cosiddetto Cinevillaggio è stata invece trasmessa in prima TV assoluta su Rete 4 il 14 febbraio 2024, a quasi 79 anni dalla sua uscita al cinema.

### Il dopoguerra
Finita la guerra, il nuovo corso della cinematografia italiana non offrirà più alla Paolieri ruoli significativi. Le sue presenze sugli schermi quindi si diradano e la sua attività si rivolge sempre più verso il teatro. Sulle scene è compagna di lavoro di attori importanti, tra i quali Carraro, Elsa De Giorgi, Elena Zareschi, Dina Galli, Besozzi, Stival e Tamberlani. Nel 1948 partecipa nel ruolo di "donna Capuleti" ad un'importante edizione di Giulietta e Romeo rappresentata a Verona con la regia del commediografo Renato Simoni, seguita da Cristo ha ucciso, di Guido Salvini, rappresentata al Teatro La Fenice a Venezia.
Nel 1950 diventa la prima attrice della compagnia di Ruggero Ruggeri, ruolo che manterrà per tre anni sino alla morte del grande attore drammatico. Per tutti i restanti anni cinquanta calca le scene con diverse compagnie: nel 1956 è con il Teatro del Convegno di Milano, l'anno successivo passa al Piccolo Teatro di Palermo, poi nel 1958 lavora con il Teatro Stabile Emilia-Romagna.
Nel frattempo è nata la televisione e sin dai suoi inizi, la Paolieri, grazie alla sua lunga formazione teatrale, entra a pieno titolo tra gli interpreti degli sceneggiati che la Rai produce e trasmette in grande quantità. Il suo primo ruolo è in Madre Allegria, trasmesso nel 1954 per la regia di Anton Giulio Majano, cui nel 1957 fanno seguito Il ventaglio di Lady Windermere e Medea a fianco di Sarah Ferrati, entrambi diretti da Claudio Fino. Nel 1958 è nelle Donne in ermellino, per la regia di Daniele D'Anza. Per tutti gli anni sessanta e settanta sono numerose le sue partecipazioni a commedie e drammi trasmessi sul piccolo schermo, tra i quali Scaramouche (1965), ancora per la regia di D'Anza, i Promessi sposi (1967) per la regia di Sandro Bolchie Coralba (1970), diretto di nuovo da Daniele D'Anza.
Tra le partecipazioni, mai di primo piano, al cinema di quegli anni si possono ricordare Il sole sorge ancora di Aldo Vergano (1946) e Maddalena di Augusto Genina (1954). Nello stesso periodo la Paolieri ha anche preso parte ad alcuni fotoromanzi.

### Vita privata
Germana Paolieri si sposò giovanissima, a soli 16 anni, con un commerciante fiorentino, ma l'unione durò soltanto un anno. Ottenuto, dopo dieci anni, l'annullamento del matrimonio, si sposò una seconda volta con Piero Tamarollo, un ufficiale di marina. È morta a 91 anni ed è sepolta nel cimitero di Santa Croce sull'Arno, in provincia di Pisa.

## Filmografia

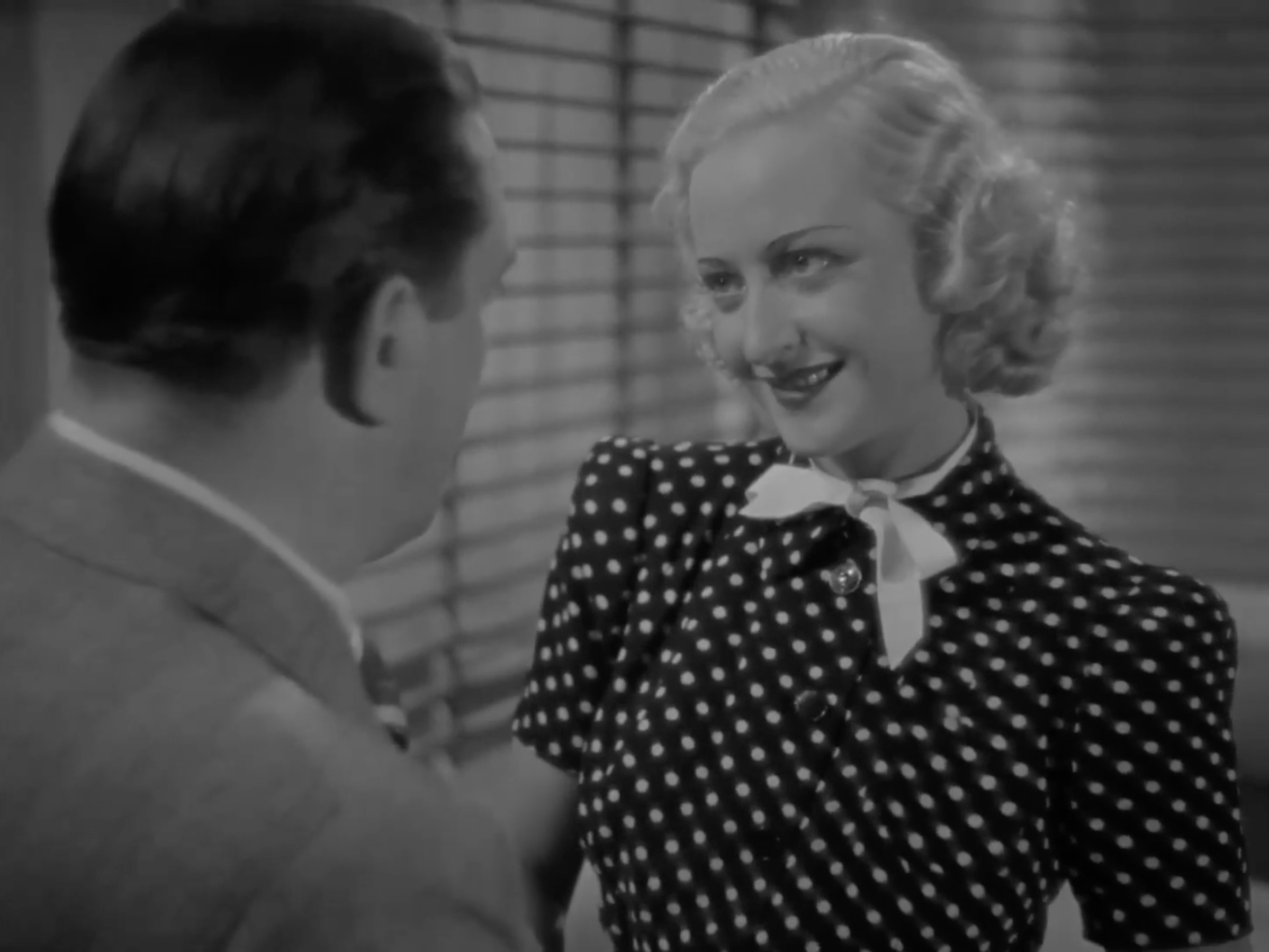
Germana Paolieri in Stella del mare (1938)

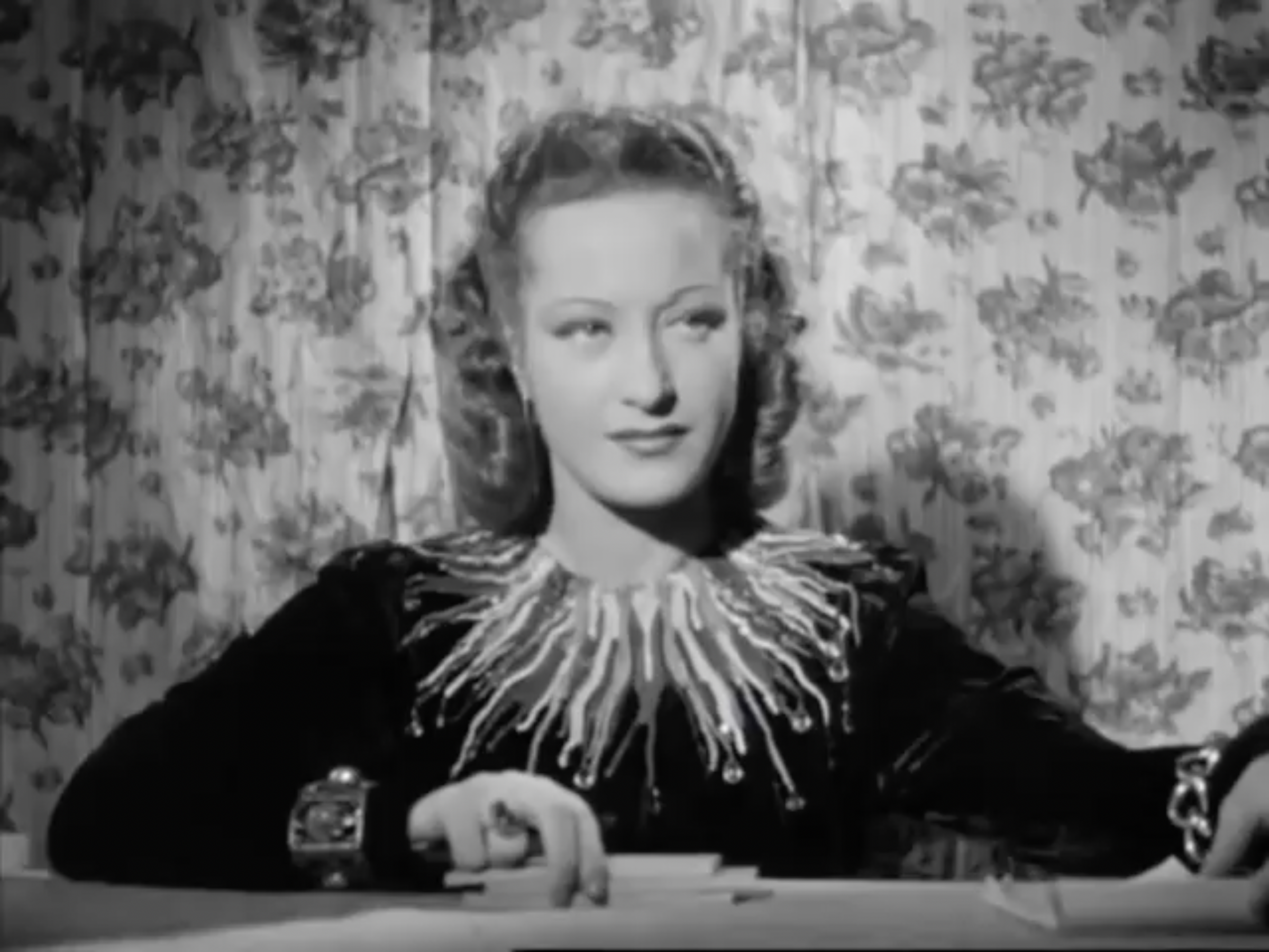
Germana Paolieri in È sbarcato un marinaio (1940)

- La Wally, regia di Guido Brignone (1932)
- Il dono del mattino, regia di Enrico Guazzoni (1932)
- La cantante dell'Opera, regia di Nunzio Malasomma (1932)
- L'armata azzurra, regia di Gennaro Righelli (1932)
- Acqua cheta, regia di Gero Zambuto (1933)
- Piccola mia, regia di Eugenio De Liguoro (1933)
- La fortuna di Zanze, regia di Amleto Palermi (1933)
- Lorenzino de' Medici, regia di Guido Brignone (1935)
- Luciano Serra pilota, regia di Goffredo Alessandrini (1938)
- L'allegro cantante, regia di Gennaro Righelli (1938)
- Tutta la vita in una notte, regia di Corrado D'Errico (1938)
- Giuseppe Verdi, regia di Carmine Gallone (1938)
- Stella del mare, regia di Corrado D'Errico (1938)
- Traversata nera, regia di Domenico Gambino (1939)
- Il sogno di Butterfly, regia di Carmine Gallone (1939)
- Torna, caro ideal!, regia di Guido Brignone (1939)

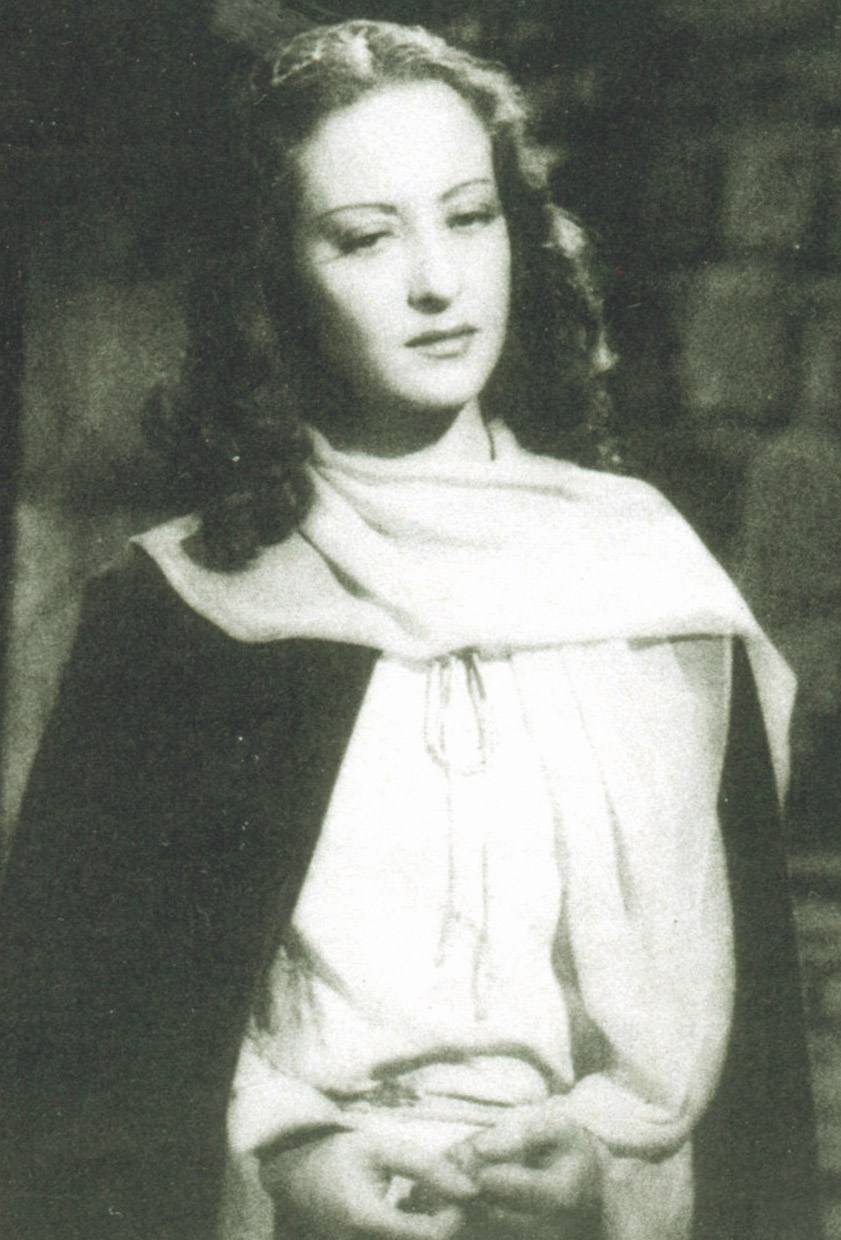
Germana Paolieri in una foto di scena di Pia de' Tolomei (1941), che fu, secondo molti critici, l'interpretazione più riuscita dell'attrice

- È sbarcato un marinaio, regia di Piero Ballerini (1940)
- Fanfulla da Lodi, regia di Giulio Antamoro e Carlo Duse (1940)
- Kean, regia di Guido Brignone (1940)
- Incanto di mezzanotte, regia di Mario Baffico (1940)
- La gerla di papà Martin, regia di Mario Bonnard (1940)
- L'arcidiavolo, regia di Tony Frenguelli (1940)
- Il sogno di tutti, regia di Oreste Biancoli (1940)
- La forza bruta, regia di Carlo Ludovico Bragaglia (1940)
- Pia de' Tolomei, regia di Esodo Pratelli (1941)
- Il vetturale del San Gottardo, regia di Ivo Illuminati e Hans Hinrich (1941)
- Se non son matti non li vogliamo, regia di Esodo Pratelli (1941)
- La sonnambula, regia di Piero Ballerini (1941)
- Sancta Maria, regia di Pier Luigi Faraldo (1942)
- Le due orfanelle, regia di Carmine Gallone (1942)
- Accadde a Damasco, regia di Primo Zeglio (1943)
- La vita torna, regia di Pier Luigi Faraldo (1943)
- Il perduto amore (Immensee), regia di Veit Harlan (1943) In Germania
- Sempre più difficile, regia di Piero Ballerini (1943)
- Resurrezione, regia di Flavio Calzavara (1944)
- Non desiderare la donna d'altri, episodio de I dieci comandamenti, regia di Giorgio Walter Chili (1945)
- Si chiude all'alba, regia di Nino Giannini (1945)
- 07... tassì, regia di Alberto D'Aversa (1945)
- Il sole sorge ancora, regia di Aldo Vergano (1946)
- L'ultimo sogno, regia di Marcello Albani (1946)
- L'eco della gloria (Le beaux jour du roi Murat), regia di Théophile Pathé (1946)
- La mano della morta, regia di Carlo Campogalliani (1949)
- Cavalcata d'eroi, regia di Mario Costa (1950)
- ...e Napoli canta!, regia di Armando Grottini (1953)
- Villa Borghese, regia di Vittorio De Sica (1953) - epis. L'incidente
- Il mostro dell'isola, regia di Roberto Bianchi Montero (1954)
- In amore si pecca in due, regia di Vittorio Cottafavi (1954)
- Maddalena, regia di Augusto Genina (1954)
- Suor Maria, regia di Luigi Capuano (1955)
- I due compari, regia di Carlo Borghesio (1955)

Germana Paolieri in Un figlio d'oggi (1961)

- La canzone del cuore, regia di Carlo Campogalliani (1955)
- Lo sbaglio di essere vivi, regia di Alberto Gagliardelli (1955)
- Il ricatto di un padre, regia di Giuseppe Vari (1957)
- L'angelo delle Alpi, regia di Carlo Campogalliani (1957)
- I delfini, regia di Francesco Maselli (1960)
- Un figlio d'oggi, regia di Marino Girolami (1961)
- La corona di fuoco, regia di Luigi Latini De Marchi (1961)
- La virtù sdraiata (The Appointment), regia di Sidney Lumet (1969)

## Discografia
- 1933 Canzone innamorata/Fiorentina (Disco Grammofono HN 1)
- 1933 Rumba di maggio/Solo per te (Disco Grammofono HN 4)
- 1933 Maggio (Disco Grammofono HN 19)
- 1933 Valzer dell'addio/Vieni (Disco Grammofono HN 20)
- 1933 Non mi dite no/Soltanto un bacio cos'è (Disco Grammofono HN 23)
- 1933 Io sogno un pupo rosa/Quello che piace a me (Disco Grammofono HN 26)
- 1933 Vieni sull'altalena (Disco Grammofono HN 28)
- 1933 Leggenda di Olanda/Ninna nanna (Disco Grammofono HN 92)
- 1933 Ecco il mio cuore/Leggenda di Olanda (Disco Grammofono HN 94)
- 1933 La storia di tutte le mamme/Ninna nanna (Disco Grammofono HN 150)
- 1933 Jonny (Disco Grammofono HN 162)
- 1934 L'amore è un pizzicor (Disco Grammofono HN 180)
- 1935 Rondini senza volo (Columbia DQ 1482)
- 1935 Dimmelo tu/Un bacio solo (Columbia DQ 1483)
- 1935 La via delle rondini/Tu (Columbia DQ 1484)

### Doppiatrici
- Giannina Arangi Lombardi in La Wally (canto)
- Lydia Simoneschi in Sempre più difficile
- Tina Lattanzi in I due compari

## Prosa televisiva Rai
- Madre Allegria, regia di Anton Giulio Majano (1954)
- Roberto e Marianna, commedia di Paul Géraldy, regia di Enzo Ferrieri, trasmessa il 19 aprile 1955
- L'eroe, commedia di G. B. Shaw, regia di Ferruccio Cerio, trasmessa il  19 giugno 1955
- Lo sbaglio di essere vivo, regia di Alberto Gagliardelli (1956)
- Il ventaglio di Lady Windermere,[15] regia di Claudio Fino (1957)
- Medea, regia di Claudio Fino (1957)
- Donne in ermellino, regia di Daniele D'Anza (1958)
- La foresta pietrificata, regia di Franco Enriquez (1959)
- Adunanza di condominio, regia di Anton Giulio Majano (1960)
- Il cardinale, regia di Silverio Blasi (1960)
- Carlotta Löwenskold, regia di Giulio Macchi (1960)
- Ritorno dall'abisso, regia di Mario Lanfranchi (1963)
- Il sole di mezzanotte, regia di Claudio Fino (1963)
- Scherzo, ma non troppo, regia di Gilberto Tofano (1964)
- Scaramouche, regia di Daniele D'Anza (1965)
- Lieto fine, di Dino Falconi, regia di Gianfranco Bettetini, trasmessa dal Programma Nazionale il 12 settembre 1965.
- Oblomov, regia di Claudio Fino (1966)
- La figlia dell'oca bianca, regia di Italo Alfaro (1966)
- I polli di Enrico IV, regia di Claudio Fino (1966)
- Dossier Mata Hari, regia di Daniele D'Anza (1967)
- I promessi sposi, regia di Sandro Bolchi (1967)
- Dossier Mata Hari, regia di Mario Landi (1967)
- Coralba, regia di Daniele D'Anza (1970)
- Mozart in viaggio verso Praga, regia di Stefano Roncoroni (1974)
- Il processo a Maria Tarnowska, regia di Giuseppe Fina (1977)
- Madame Bovary, regia di Daniele D'Anza (1978)
- Adua, regia di Dante Guardamagna (1981)

## Prosa radiofonica Rai
- I bambini acquatici, racconto fiabesco di Charles Kingsley, regai di Enzo Convalli, trasmessa il 5 agosto 1954.
- I giusti, dramma di Albert Camus, regia di Enzo Ferrieri, trasmessa il 4 marzo 1955
- L'uragano, di Ostrovskij, regia di Enzo Ferrieri, trasmessa il 11 marzo 1955
- Roberto e Marianna, di Paul Géraldy, regia di Giancarlo Galassi Beria, trasmessa il 19 aprile 1955.
- Via Belgarbo, commedia di James M. Barrie, regia di Enzo Ferrieri, trasmessa il 11 ottobre 1955.
- Demetrio, dramma di Friedrich Schiller, regia di Enzo Ferrieri, trasmesso il 17 febbraio 1956
- Viaggio di piacere, commedia di Edmond Gondinet, regia di Enzo Convalli, trasmessa il 13 agosto 1956.
- Prime piogge, di Enrico Pea, con Nando Gazzolo, Valentina Fortunato, Franco Volpi, Germana Paolieri, regia di Alberto Casella, trasmessa il 12 aprile 1957.
- Storie di Anatolio, Agonia, di Arthur Schnitzler, regia di Enzo Ferrieri, trasmessa il 24 marzo 1957
- I disonesti, dramma di Gerolamo Rovetta, regia di Enzo Ferrieri, trasmessa il 13 maggio 1957
- Ritratto d'attore, di Emlyn Williams, regia di Enzo Ferrieri (1957)
- Peter Pan, fiaba di James Matthew Barrie, musiche di Luciano Berio, regia di Alessandro Brissoni, trasmessa il 30 dicembre 1959.